# قلعة بني مصلح (المحابشة)

تعديل مصدري - تعديل

قلعة بني مصلح هي إحدى قرى عزلة حجر بمديرية المحابشة التابعة لمحافظة حجة، بلغ تعداد سكانها 460 نسمة حسب تعداد اليمن لعام 2004.